# ISO/IEC 20000
ISO 20000是資訊業的資訊服務標準，由BS 15000轉變而來，目前的最近版本為ISO 20000-1:2011及ISO 20000-2:2012，資訊業關心並引用它的發展。與ISO 9001相同，它是一種標準。
ISO/ IEC 20000，就像它的前身BS 15000，最初被開發以反映包含在ITIL（信息技術基礎架構庫）框架內的最佳實踐指導，但其同樣支持其他IT服務管理框架和方法，包括微軟操作框架和組件ISACA的COBIT框架。
該標準首次發布於2005/12。
2011/6由ISO/ IEC20000-1：2005版更新為ISO/ IEC20000-1：2011版(Information technology - Service management - Part 1：Specification；資訊技術-服務管理-服務管理系統規範)。在2012/2由ISO/ IEC20000-2：2005版更新為ISO/ IEC20000-2：2012(Information technology - Service management - Part 2：Code of practice；資訊技術-服務管理-服務管理系統應用指南)。

### Annex SL
Annex SL描述了一個通用的管理系統的架構。在架構增加各管理特定的要求，即將成為滿足各管理系統標準
ISO Annex SL 9大章節：
1. 範圍（Scope）
2. 引用標準（Normative references）
3. 用語與定義（Terms and Definitions）
4. 服務管理系統一般要求（Service management system general requirements）
5. 新增或變更服務之規劃與實作（Design and transition of new or changed services）
6. 服務交付流程（Service delivery processes）
7. 關係流程（Relationship process）
8. 解決流程（Resolution Processes）
9. 控制流程（Control Processes）

## 外部連結
- The ISO 20000 User Group（页面存档备份，存于）
- ISO 20000 Source from BSI（页面存档备份，存于）
- EXIN及びTÜV SÜDアカデミーのISO/IEC 20000準拠のITサービスマネジメント（页面存档备份，存于）